# Kaburagi Toru
Toru Kaburagi (sinh ngày 18 tháng 4 năm 1976) là một cầu thủ bóng đá người Nhật Bản.

## Sự nghiệp câu lạc bộ
Toru Kaburagi đã từng chơi cho FC Tokyo và Albirex Niigata.